# J.T. Thor
Jokhow Panom "J.T." Thor, född 26 augusti 2002 i Omaha, Nebraska i USA, är en amerikansk-sydsudanesisk professionell basketspelare (PF) som spelar för Washington Wizards i National Basketball Association (NBA). Han har tidigare spelat för Charlotte Hornets och Cleveland Cavaliers.
Thor draftades av Detroit Pistons i andra rundan i 2021 års draft som 37:e spelare totalt.
Innan han blev proffs studerade Thor vid Auburn University och spelade för universitetets idrottsförening Auburn Tigers.